# Natascha Kampusch trifft
Unter dem Titel Natascha Kampusch trifft produzierte und sendete der österreichische Fernsehsender Puls 4 drei Folgen einer Talkshow, moderiert von der durch ihre langjährige Entführung bekannt gewordenen Natascha Kampusch. Erstmals ausgestrahlt wurde die Show am 1. Juni 2008.

## Hintergrund
Ende 2007 wurde bekannt, dass der Medienkonzern SevenOne Media den Wiener Fernsehsender Puls TV übernehmen würde. Nachdem das Programmschema vorgestellt worden war, kündigte man an, dass Natascha Kampusch eine eigene Sendung erhalten werde, die im April 2008 starten solle. Der damalige Arbeitstitel war Natascha Kampusch im Gespräch mit…. In einer Presseaussendung äußerte Kampusch, sie wolle Gespräche mit außergewöhnlichen Persönlichkeiten führen. Nebenbei errichtete man die Website Nataschas Welt.
Kurz vor Programmstart des erneuerten Fernsehsenders Puls 4 fand sich Kampusch allerdings nicht unter den neuen Moderatoren. Laut Geschäftsführer Martin Blank stand damals der Termin für die Erstausstrahlung der Show noch nicht fest, obwohl bereits Probesendungen mit Kampusch produziert worden waren. In den Medien stieg die Skepsis über den Start der Sendung.
Ende April wurde der Termin der Erstausstrahlung fixiert. Puls 4 verlautbarte, dass das Interview bereits vor längerer Zeit stattgefunden habe. Am 1. Juni lief die erste Folge über die Bildschirme, Studiogast war der ehemalige Formel-1-Weltmeister Niki Lauda. Der Sender N24, der ebenfalls zu ProSiebenSat.1 gehört, strahlte am 11. Juni eine gekürzte Fassung des Lauda-Talks aus.
Insgesamt waren laut Puls 4 zunächst sechs Folgen geplant.

## Rezeption
Die erste Sendung wurde von 114.000 Personen verfolgt. Der Sender präsentierte diese Quote als gut, die Medien sahen sie als eher schwach. Der Marktanteil betrug 4,7 % – der beste seit Start von Puls 4 zu Beginn 2008. Die Sender des Österreichischen Rundfunks konnten einen Gesamtanteil von 41 % erringen und ließen Puls 4 weit hinter sich. Trotzdem konnte der Wiener Konkurrenzsender ATV überholt werden. Bereits vor der ersten Show gab sich Natascha Kampusch gespannt auf die Reaktionen der Medien. Diese waren trotz sich anbahnender Kritik im Gesamtbild positiv ausgefallen.
Während im Vorfeld der Premieren-Sendung in vielen österreichischen Printmedien Interviews mit Kampusch erschienen, wurden die beiden nachfolgenden Talks mit Stefan Ruzowitzky und Veronica Ferres kaum beworben.
Mitte November 2008 wurden Gerüchte laut, Puls 4 plane, das Format einzustellen. Dem widersprach zwar eine Puls-4-Sprecherin und einer der Manager von Natascha Kampusch in der Tageszeitung Österreich vom 20. November 2008:
„Es gibt Ideen für eine Neuausrichtung. Frau Kampusch wünscht sich einen neuen Sendungs-Fokus. Die Show läuft auf jeden Fall weiter.“, Puls-4-Geschäftsführer Markus Breitenecker äußerte jedoch Ende Januar 2009 in einem Interview, es sei „möglich, aber offen“, ob Kampusch auf den Bildschirm zurückkehren werde.

## Sendungen
| Erstausstrahlung                 | Gast              | Aufzeichnung       | Drehort                        | Zuseher | Marktanteil |
| -------------------------------- | ----------------- | ------------------ | ------------------------------ | ------- | ----------- |
| 1. Juni 2008, 20:15–21:10 Uhr    | Niki Lauda        | April 2008         | Phoenix Supper Club, Wien      | 114.000 | 4,7 %       |
| 17. August 2008, 20:15–20:50 Uhr | Stefan Ruzowitzky | 12. Juli 2008      | Programmkino Filmcasino, Wien  | 32.000  | 1,4 %       |
| 5. Oktober 2008, 20:15–21:00 Uhr | Veronica Ferres   | 19. September 2008 | Hotel Bayerischer Hof, München | 46.000  | 1,7 %       |